# Sarah Toscano
 Sarah Toscano (n. 9 ianuarie 2006, Vigevano, Lombardia, Italia) este o cantautoare italiană.

## Discografie

### EP
- 2022 – Riflesso
- 2024 – Sarah

### Singles
Ca artist principal
- 2022 – 9 giugno
- 2023 – Touché
- 2023 – Viole e violini
- 2024 – Mappamondo
- 2024 – Sexy magica
- 2024 – L'ultima volta
- 2024 – Roulette
- 2024 – Tacchi (fra le dita)
- 2025 – Amarcord

Ca artist invitat
- 2024 – Safety Net (Bea and her Business feat. Sarah Toscano)
- 2025 – Perfect (Carl Brave feat. Sarah Toscano)